# Elezioni parlamentari a Cuba del 1993
Le elezioni parlamentari a Cuba del 1993 si tennero il 24 febbraio, insieme con le elezioni per le quattordici Assemblee Provinciali. La nuova legge elettorale, approvata nel 1992, stabiliva che gli elettori eleggessero direttamente l'Assemblea nazionale del potere popolare. Prima, invece, gli elettori eleggevano i membri delle 169 assemblee municipali del Paese, che a turno eleggevano l'Assemblea nazionale.
I candidati furono più di 60 mila e la Commissione nazionale per le candidature ne scelse 589. Gli elettori potevano votare per l'intera lista o selezionare solo alcuni candidati. Le elezioni avvennero in forma plebiscitaria: per essere eletto, ciascun candidato doveva ottenere almeno il 50% di approvazione. Tutti i candidati furono approvati.
L'affluenza fu del 99,57%.

## Risultati
| Opzione              | Voti      | %     | Seggi |
| -------------------- | --------- | ----- | ----- |
| Lista completa       | 6.939.894 | 95,06 | 589   |
| Voto selettivo       | 360.735   | 4,94  | 589   |
| Schede bianche/nulle | 551.686   |       |       |
| Totale               | 7.300.629 | 100   | 589   |
| Elettori/affluenza   | 7.852.364 | 99,57 |       |

- Fonte: IPU